# Libbenichen
Libbenichen è una frazione del comune tedesco di Lindendorf, nel Land del Brandeburgo.

## Storia
Il 26 ottobre 2003 il comune di Libbenichen venne soppresso e fuso con i comuni di Dolgelin, Neu Mahlisch e Sachsendorf, formando il nuovo comune di Lindendorf.

## Monumenti e luoghi d'interesse
Chiesa (Dorfkirche)Edificio di origine medievale, modificato intorno al 1736.